# Guard

La ubicación de los offensive guards, con el equipo en el formación I, está marcada en rojo.

Guard (G) u offensive guard (OG) (posición conocida en México como guardia) es una posición de fútbol americano y fútbol canadiense. El guard se ubica en la línea ofensiva entre el center y los tackles.
Sus asignaciones principales son proteger al quarterback al intentar lanzar el balón de los posibles ataques e intentos de captura por parte de los jugadores de la línea defensiva y de los linebackers, e intentar abrir huecos entre los linieros defensivos para que los running backs puedan hacer sus intentos de correr con el balón.
- Datos: Q25113
- Multimedia: American football offensive guards / Q25113